# یواس‌اس بنکرفت (۱۸۹۲)
یواس‌اس بنکرفت (۱۸۹۲) (به انگلیسی: USS Bancroft (1892)) یک کشتی بود که طول آن ۱۸۹ فوت ۵ اینچ (۵۷٫۷۳ متر) بود. این کشتی در سال ۱۸۹۲ ساخته شد.